# Alexeï Smirnov (écrivain)
 (août 2022).
Si vous disposez d'ouvrages ou d'articles de référence ou si vous connaissez des sites web de qualité traitant du thème abordé ici, merci de compléter l'article en donnant les références utiles à sa vérifiabilité et en les liant à la section « Notes et références ».
Pour les articles homonymes, voir Alexeï Smirnov et Smirnov.
Alexeï Alexandrovitch Smirnov (en russe : Алексей Александрович Смирнов), né à Saint-Pétersbourg le 14 septembre 1857 et mort le 18 février 1924 au Caire, était un diplomate et écrivain russe.
D'abord assistant dans le département Asie du ministère des Affaires étrangères en 1881, il fut ensuite secrétaire de l'ambassade russe de Constantinople puis d'Athènes. En 1903, il fut promu au rang de conseiller d'État, et devint en 1905 consul général en Égypte. Il publia des poésies, des nouvelles et surtout un roman Sclirène (Склирена, traduit en français par Ely Halpérine-Kaminsky en 1920).